# Evaluación económica
La evaluación económica es el proceso de identificación, medición y valoración sistemática de los insumos y resultados de dos actividades alternativas, y el posterior análisis comparativo de las mismas. El propósito de la evaluación económica es identificar el mejor curso de acción, basado en la evidencia disponible. Se emplea más comúnmente en el contexto de la economía de la salud y la evaluación de tecnologías sanitarias; en el Reino Unido, el Instituto Nacional para la Excelencia en la Salud y la Atención publica pautas para la realización de evaluaciones económicas

## Tipos
Las evaluaciones económicas pueden adoptar varias formas, a saber:
- Análisis coste-beneficio
- Análisis de costo-efectividad
- Análisis de costo-utilidad
- Análisis de costes-consecuencias